# Zambia Sugar
Zambia Sugar es la mayor compañía productora de caña de azúcar de Zambia, establecida en Mazabuka, en la Provincia del Sur. La compañía aparece en la Bolsa de Lusaka, con el símbolo ZSUG, con el 76,4% de sus acciones en manos de Illovo Sugar Limited de Sudáfrica (de la que posee el 51,4% la británica Associated British Foods) y el resto en manos de accionistas institucionales y privados de Zambia.
Zambia Sugar es la propietaria de la Hacienda Azucarera de Nakambala (Nakambala Sugar Estate), la mayor operadora de azúcar de Zambia.

## Historia y producción
La Hacienda Azucarera de Nakambala fue fundada en 1964 por la multinacional agroalimentaria británica Tate & Lyle en el sudeste de los Llanos del Kafue en Mazabuka. En 1968, la hacienda estaba plantando azúcar en 1.680 ha de regadío con agua del río Kafue y un molino azucarero traído de Chirundu. En 1976, la finca estaba produciendo 68.000 toneladas en 6.650 ha y en 1983, 90.000 toneladas en 9.000 ha.
En 1984, la compañía pertenecía en un 80% a la Industrial Development Corporation (IDC), del Gobierno de Zambia. En 1994, como parte de un programa de privatización, fue recomprada por Tate & Lyle. En 1996, la compañía aparece en la Bolsa de Lusaka convertida en Zambia Sugar Plc.
En 2001, Tate & Lyle vendió sus intereses en Zambia Sugar a Illovo Sugar Limited, que se queda con el 89% de la compañía. En esa época, la producción alcanzaba las 209.000 toneladas de azúcar.
Entre 2007 y 2010 se incrementa el área de producción desde 11.000 ha a cerca de 17.000 ha, con una producción que alcanza las 385.000 toneladas.
En 2013-2014, la compañía produce cerca de 400.000 toneladas de azúcar refinado a partir de 3.15 millones de toneladas de azúcar de caña, de las cuales 1,86 millones son de producción propia y 1,29 millones proceden de productores externos, incluyendo 273.000 toneladas de pequeños productores.
En 2015 la producción es de 424.000 toneladas y en 2016 baja a 380.000 toneladas; el total de caña oscila entre 3,4 millones de toneladas en 2015 y 3.1 millones en 2016.
La compañía emplea 1.950 empleados fijos y una media de 4.300 durante el año, incluidos los trabajadores estacionales.